# نشأة تقهقرية
في جيولوجيا النفط يشير مصطلح النشأة التقهقرية  (أو الانتقاض أو التطور الرجعي)  إلى عمليات التكسير الكيميائية التي تحصل طبيعياً للكيروجين في باطن الأرض لتحوله إلى هيدروكربونات. تعد هذه العملية من العمليات المعقدة، والتي لا يوجد لها تفسير تام الوضوح.
يمثّل الكيروجين منتصف المسافة بنيوياً بين المواد العضوية المكوّنة وبين الناتج من الوقود الأحفوري؛ إذ من الممكن أن يتعرّض الكيروجين إلى الأكسجين ممّا يؤدّي إلى تفكّكه، أو أن يطمر تحت القشرة الأرضية لأعماق أكبر حيث تتوفّر الشروط للتحوّل البطيء إلى وقود أحفوري. تحدث العملية الأخيرة في أعماق الأرض وتتضمّن تفاعلات إعادة ترتيب جذرية للكيروجين في عملية بطيئة للغاية تصل إلى مئات الآلاف أو ملايين السنين. هناك نمطان من النواتج النهائية لتفاعلات النشأة التقهقرية الجذرية، وهما أ) نواتج ذات نسبة هيدروجين/كربون (H/C) منخفصة (وهي مركّبات مؤلّفة من حلقات سداسية مندمجة مثل الأنثراسين وما شابهه) وب) نواتج ذات نسبة هيدروجين/كربون (H/C) مرتفعة (مثل الميثان وما شابهه). أي أنّ النواتج إمّا أن تكون غنية بالكربون أو غنية بالهيدروجين.